# Basil Johnston
Basil Johnston, O.Ont (* 13. Juli 1929 im Indianerreservat Parry Island, Ontario; † 8. September 2015 in Wiarton, Ontario) war ein kanadischer Ethnologe und Autor. Er war Mitglied der Wasauksing First Nation, die zu den Anishinabe gehört.

## Leben
Johnston besuchte zunächst die Cape Croker Indian Reserve school (Grundschule) und anschließend die St. Peter Claver's Indian Residential school in Spanish (später Garnier Residential school). 1954 graduierte er zum Bachelor of Arts am Loyola College in Montreal.
Von 1955 bis 1961 war er am Toronto Board of Trade tätig. 1962 erlangte er das Secondary School Teaching Certificate des Ontario Teaching College und unterrichtete bis 1969 Geschichte an der Earl Haig Secondary School in New York. Anschließend war er 25 Jahre lang in der ethnologischen Abteilung des Royal Ontario Museum in Toronto tätig. Basil Johnston befasste sich mit dem kulturellen Erbe der Anishinabe (auch Ojibwa genannt) und veröffentlichte mehrere Bücher zu diesem Themenkreis.

## Werke
- Großer Weißer Falke. Der Lebenskreis eines Ojibwa
- Ojibway Heritage (Basil Johnson Titles) (mit David Beyer)
- Indian School Days
- Tales of the Anishinaubaek
- Ojibway Ceremonies